# パックランド
『パックランド』（PAC-LAND）は、1984年に発表された、ナムコ（現・バンダイナムコエンターテインメント）のアーケード用横スクロールアクションゲーム。
アメリカ合衆国で放送されたテレビアニメ『パックマン』（1982年 - 1983年）をベースに、ナムコ開発一課が開発。それまでドットイートゲームとして開発されてきた『パックマン』シリーズとは異なり、純粋な横スクロールアクションゲームとして開発された。
迷子になった妖精をフェアリーの国まで連れて行き、無事に送り届けることを目的としている。キャッチフレーズの「不思議なことが当たり前」のとおり、進行と共に様々に変化する冒険心を感じさせる色彩豊かなステージや、パックマンのちょっとした行動に連動させた非常に多くの隠しフィーチャーを盛り込んでいるという点が特徴的である。また、同社の名前を捩ったボーナス得点「7,650点」（ナムコ=765の意味）を作中で多用し、印象付けている点も特徴のひとつである。
1985年に日本ではPC-8001mkIISR、ファミリーコンピュータ（FC）に移植されたほか、欧州では1988年にAmstrad CPC、コモドール64に移植された。1989年にはPCエンジンに移植されたほか、欧州ではAmiga、Atari ST、MSX、ZX Spectrumに移植された。ほかにも1992年にはAtari Lynx、1994年にはX68000に移植された。
アーケード版は後にPlayStation用ソフト『ナムコミュージアム Vol.4』（1996年）、Windows 95/98用ソフト『SUPER1500 パックランド』（1999年）、iOS用ソフト『NAMCO ARCADE』（2012年）、PlayStation 3およびXbox 360用ソフト『パックマンミュージアム』（2014年）にそれぞれ収録。2022年にアーケードアーカイブスの1作品としてPlayStation 4版とNintendo Switch版が配信。ファミリーコンピュータ版は2014年にWii U用ソフトとしてバーチャルコンソールにて配信された。
PCエンジン版はゲーム誌『ファミコン通信』の「クロスレビュー」にてシルバー殿堂入りを獲得した。

## ゲーム内容

### システム
プレイヤーは主人公のパックマンを操作し、邪魔をしてくるモンスターたちをかわしながら制限時間以内にラウンドをクリアしていく。ただし、制限時間を過ぎてもミスとならずにモンスターである「スー」が高速で追いかけて来るようになり、同時に「ヘルメット」や「魔法の靴」など、パックマンが持っているアイテムをすべて失うというペナルティが課される。
従来の『パックマン』シリーズと同じく「パワーエサ」が用意されている。通常はモンスターをやり過ごすしか手段はないが、このパワーエサを取ることで一定時間モンスターを撃退できるようになる。パワーエサを取ったパックマンにモンスターは怯えて青くなり、パックマンから逃げていく「イジケモンスター」と化す。パックマンはこれらイジケモンスターを撃退することでゲームを有利に進めていくことができる。また、パワーエサの効果としてジャンプ力が飛躍的に上がり、高い場所にいるモンスターも撃退することができる。

### 操作方法
操作は、右移動ボタン、左移動ボタン、ジャンプボタンの3つの押しボタンを用いる。
パックマンを移動させるには移動ボタンを連打する必要があり、移動ボタンをすばやく連打することによって、連打速度に応じてパックマンの移動スピードもある程度まで上がるようになっている。スピードを上げた状態で、移動ボタンを押したままにすることでその移動スピードが保たれる。
ジャンプボタンを押すとジャンプを行うことができ、障害物やモンスターを飛び越えたり、やり過ごしたりすることができる。ジャンプの高さはパックマンの移動スピードが速いほど高くなり、高い障害物を飛び越える場合には十分な助走を必要とする。また、パックマンは障害物やモンスターの頭上、背景の建物の屋上などに乗ることができ、そのような特性を利用してラウンドを攻略していくことが可能となっている。
右にジャンプした直後でも、左移動ボタンを連打することである程度ジャンプ軌道も制御できる。足場が狭い場所での移動やモンスターの攻撃が激しい場所でのフェイントにも使え、たった3つのボタンで織りなす微妙な操作感がこのゲームの肝である。また、進んでいる方向と反対方向の移動ボタンを押すと急停止することができる。

### ミスの条件
パックマンが以下のような状態になったときミスとなり、パックマンを1人失う。すべてのパックマンを失うとゲームオーバー。
- モンスターに触れてしまった場合
- 池や崖下などに落下してしまった場合
- 水中から吹き上げる水柱に触れ、水中に引き込まれてしまった場合
- 蟻地獄に飲み込まれてしまった場合

### ラウンド構成
パックランドはパックマンの自宅からフェアリーの国までの往路とフェアリーの国からパックマンの自宅までの復路という形で構成され、1回往復するまでを1つのトリップと呼ぶ。トリップは4ラウンドから構成され、最初の3ラウンドで迷子の妖精をフェアリーの国まで送り届けに行き、残りの1ラウンドで自宅まで戻るということを繰り返す。自宅まで戻るラウンドは右から左へ進んでいくことになり、BGMも異なる。トリップは全部で8つあり、トリップ9以降からはトリップ5のマップに戻って以後ループとなる。ただし、トリップ9以降は制限時間が短くなる。
通常はトリップ1からゲームが開始されるが、設定によってはゲーム開始時にトリップの選択を行うことができるようになっており、そのトリップをクリアするとボーナス得点が加算される。加算されるボーナス得点を以下にまとめる。
| トリップ | ボーナス得点 |
| -------- | ------------ |
| 1        | 0            |
| 2        | 50,000       |
| 3        | 150,000      |
| 4        | 250,000      |
| 5        | 400,000      |

また、プログラム上の仕様でトリップ100を超えると再度ボーナス得点が加算される。例えばトリップ5から開始した場合はトリップ5をクリアした場合に40万点が加算されるが、トリップ105、トリップ205をクリアした場合にも同じく40万点加算される。

### フィーチャー
パワーエサ
ラウンドの途中に設置されており、パックマンがこれを食べるとモンスターはイジケモンスターとなり、パックマンが食べて撃退することができる。イジケモンスターを連続して食べると得点は200、400、800、1,600、3,200、7,650点と高くなり、以降連続して食べたモンスターは7,650点となる。
パワーエサの効果は一定時間のみ働き、効果が切れそうになるとイジケモンスターが白く点滅を始め、さらに時間が経過すると普段の色のモンスターに戻って画面外へ向かって去っていき、再びパックマンに攻撃を仕掛けてくる。通常は乗り物に乗っているモンスターもこの時だけ乗り物には乗らない状態となる。
なお、パワーエサの効果がある最中はパックマンのジャンプ力が距離、高度ともに上がる。
魔法の靴
無事に迷子の妖精をフェアリーの国まで送り届けるとフェアリーの女王から「魔法の靴」を授けられる。この魔法の靴を履くとパックマンは空中でもジャンプすることが可能となり、連続してジャンプすることで上空まで飛んでいくことが可能となる。ただし、タイムアウトになると効果がなくなる。
フルーツ
ラウンドの途中でフルーツが出現することがある。特定の障害物にパックマンが乗ることで出現するものもある。同一ラウンド内で4個食べると高得点となる。また、特定のラウンドでは空中を漂ってくるフルーツがあり、パックマンがこれを食べることで複数のフルーツが出現するようなものもある。一度に画面に登場できるのは4つまでで、フルーツを食べた時の点数表示もこれに含まれるため、フルーツの出現箇所が密集している館のラウンドでは出るはずの場所に出ないこともある。なお、フルーツは出現してから一定時間を過ぎると消滅してしまう。
フルーツの配点は種類ごとに決められているが、トリップ8（29〜32面）に出現するアップルだけ特別に点数が高くメロンと同じ配点となっている。
障害物
一部を除き、ラウンド内には消火栓やサボテンなど様々な障害物が設置されており、踏み台にすることもできる。
障害物のうち、消火栓の中には水鉄砲を噴き出してくるものもあり、水鉄砲に当たるとパックマンが勝手に走らされてしまう一方、消火栓の上に立ち止まった時に真上に発射された水鉄砲に乗って高所へ移動することもできる。
蟻地獄
ラウンド9、17、25に蟻地獄がある。すり鉢状となった蟻地獄に近づくと引きずり込まれ、抵抗しないと沈みきってミスとなる。中心にはガイコツが設置され、プレイヤーが見分ける目印となっているためジャンプして蟻地獄自体を飛び越えてやり過ごす。蟻地獄に引きずり込まれた場合はガイコツとは反対の方向へ走って抜け出すことができるが、ボタンを連打する必要がある。ラウンド17、25では複数のガイコツが置かれているためその数だけ蟻地獄があるように思えるが実際にはどのラウンドでも最後の1個だけが本物で、それ以外は全てダミーである。
ジャンプ台
大きな池を飛び越える際に利用する。ラウンド25の蟻地獄地帯にも設置されているがこれは罠である。
助走をつけてジャンプ台の右端で踏み切るほど速く遠く跳ぶことが出来る。ジャンプ台で踏み切った後、進行方向の移動ボタンを連打するほど落下速度が弱まって飛距離を延ばせる。反対に進行方向とは逆の移動ボタンを連打したり、移動ボタンを連打しなかった場合は通常のジャンプと同じ速度で落下をし、遠くまで跳ぶことができなくなる。
水柱
壊れた橋が連なるラウンドで画面下方から吹き上げてきてパックマンの行く手を遮る。接触すると水に引き込まれてミスとなる。水柱も真上には乗ることが可能で、地形を突き抜けて画面上方まで逃げる手段として利用できる。
扉
館のラウンド（14、19、30）で出現する。同ラウンド内に隠された鍵で開けることができる。
雲
雲は崖を渡っていくラウンド11、18、22、26やジャンプ台の用意されていない池（ラウンド29）で登場する。特定の場所で上下運動を繰り返しており、足場として利用できる。雲にのるとフルーツが出ることもあるが、崖のラウンドでは基本的に雲を使わなくてもクリアは可能なため深追いは禁物。高度が高い時にジャンプすることで距離を稼げる。
丸太
丸太は丸木橋のように繋がっているものから、複数個が連なって土台となっているものまで複数ある。高次ラウンドになると切り株より少し広いくらいの幅になり乗ること自体が難しくなるように設置されている。
まったく動かないものから、雲のように上下に移動しているもの、丸太自体が回転しており、ベルトコンベアーのようにパックマンを特定の進行方向へ向かわせようとするものなどがある。

### 隠しフィーチャー

#### 障害物を押すことで出現するもの
各ラウンドには設置されている障害物をパックマンが進行する方向と反対に押すことで出現するフィーチャーが用意されている。これら隠しフィーチャーの出現位置はラウンドごとに候補となる場所がいくつか決まっている。どこで出現するかはラウンドスタート時のスコアの10点の桁によって決まるが、ラウンドとスコアの組み合わせによっては出ない場合もある。また、最初からフィーチャーが用意されていないラウンドやトリップもある。
ヘルメット
小モンスターを頭で受けることができるようになり、1匹当たり300点加算される。これを利用して点稼ぎを行うことが可能。ミスをする、タイムアウトになる、あるいはトリップが終了するまで有効。
ワープ
ラウンド2のみ可能。途中のラウンドを飛ばしトリップ3までワープし、ボーナスとして70,000点加算される。ただし、ラウンド1でミスをしたり、スコア1万点未満でクリアした場合は現れない。ファミコン版では、スコアを1万点以上にして建物の屋根伝いにジャンプしてクリアすると、ラウンド1からラウンド13へワープする裏技がある。
透明パックマン
一定時間モンスターに触れてもミスにならなくなる。一定時間が経過するかタイムアウトまで有効だが、水や崖下に落ちた場合はミスとなる。
風船
復路にのみ出現するフィーチャーで、6個の風船が不規則な軌道を描き空中へ飛んでいく。6個のうち1つのみ7,650点で、ほかはすべて100点となっている。特定の条件（障害物を押しているときに得点の下4桁が7,650となる）を満たすことで6つ全ての風船が7,650点となる。

#### その他
ラッキー・パックマン
口に"L"の字を咥えたパックマン。パワーエサを取り、3,200点の時（5匹目）にスーを食べると出現する。ラッキーパックマンを取った時点での残りタイムが点数へ加算され、さらにタイムがフルに戻る。モンスターの目つきを参考にするとよい。頭上に出現するのでスーを食べた後、すぐに真上へジャンプすると出現と同時に取ることができる。
スペシャル・パックマン
トリップ1または4の復路で出現する。特定のシーンで出現し、進行方向の逆方向に飛んでいく。取るとパックマンが1人増えるが、必ず出るわけではないのでこだわりすぎるのは禁物。
ボス・ギャラクシアン
まれに小モンスターの代わりに落とされ、捕え辛い軌道を描いて地面へ消えていく。取ると7,650点のボーナス得点。通称でギャルボスとも呼ばれる。同社のゲーム『ギャラクシアン』のボスキャラクターである。
花
トリップ1の特定の場所でジャンプすると出現する。全部で8箇所。特に効果はない。
花（ファミコン版）
条件を満たすと空から落ちてくる。取ると300点のボーナスになるほか、様々な特典がある。
黄色い花は、消火栓等を押すと出現し、3つ取ると、口に"S"の字を咥えたスペシャルパックマン(1UPITEM)が出現する。
紫の花は、タイムアウトになると出現（タイムアウトになったときのリスクが発生する）。4つ集めるとゴール時に無条件で7,650点が獲得できる。
赤い花は、パワーエサを取った時にイジケモンスターを1匹しか倒さなかった時に出現。3つ集めると復路でパワーエサを取った時に倒したイジケモンスター1匹当たり7,650点が加算される。
オレンジの花は、丸木橋を往復すると出現。4つ集めると、復路の飛行機モンスターは小モンスターではなく、花を落としてくる。ラウンド16は、祝福するかのように飛行機から花をばらまいてくる（1,000点）。
同一トリップ内で4色の花を1つずつ取ると、パワーエサが降ってくる。
アーティスティック・ボーナス
各ラウンドのクリア時にジャンプをし、画面が止まった瞬間に取られたポーズにより10〜7,650点のボーナス点が入る。
着地寸前のわずかな瞬間（7,650点）＞ジャンプ降下中（1,000点）＞ジャンプ頂点（300点）＞ジャンプ上昇中（100点）の順に高得点が得られるようになっているが、実は10点が最もタイミングがシビアで狙いにくい。パックマンが着地をしてしまったり、意図的にジャンプを行わなかった場合ボーナスは入らない。そのため、獲得が簡単な1,000点を確実に取るか、ノーボーナスとなるリスクを冒してまで最高点の7,650点を取りに行くかでプレイヤーのスタイルは分かれた。
また各トリップの3ラウンド目はフェアリーの国へ到着し、プレイヤーは操作できないが必ず1000点のポーズでラウンドが終了するようになっている。
ネームレジストレーション
ゲームオーバー後のネームレジストレーション時に「YURI.」、「KISSY」、「NEGIE」の名を入れると文字が光る。これらは開発者のニックネームに由来したもので、KISSYは岸本好弘、YURIは慶野由利子、NEGIEは根來司である。

### 備考
- エクステンド設定を最も有利な10万点エブリにした場合、2548万点を超えるとエクステンド音が鳴りやまず、画面が止まりゲームの続行が不可能となる。256回目のエクステンドでその現象が発生するため、カンスト達成にはノーエブリ設定が必須である。
- 初代パックマンがアメリカで大ヒットした際、ハンナ・バーベラ・プロダクションの手によりパックマンがアニメ化されテレビで放映された。このゲームのメインBGMはそのアニメ版のオープニングテーマを流用したものである。そのため、BGMの版権がナムコ側になく、これまでサントラ化されていない。また、4匹だったモンスターに女性モンスターの「スー」が追加されたがこれも同アニメに登場するキャラクターである。ピンキーの性別が男に変えられたのもアニメ版の影響を受けたものである。

## キャラクター

### パックマン
本作ではただの半円形でなく、擬人化されたアニメ調のキャラクター（残数表示はこれ以前のパックマンシリーズと同様半円形）となっている。パックマンシリーズと同じくパワーエサを食べることでモンスターをイジケさせて撃退することができる。
家族のミズ・パックマンとパック・ベビーがおり、復路ラウンドでは家の前で出迎えてくれる。

### モンスター
新しい女性モンスター「スー」を加えた5匹がパックマンの旅の邪魔をする。モンスターたちには性格づけがなされており、その性格に従った行動を取る。また、スーを除くモンスターは常時乗り物に乗っており、特に飛行機に乗っている場合には、ひと回り小さい「小モンスター」を落としてくることがある。
パックマンはモンスターの頭へ乗ることができるようになっており、逃げる際に踏み台として利用することができる。また、モンスターの頭に乗らないとクリアできないラウンドも用意されている。
モンスターには個別に得意な攻撃方法があるため、それらを見極めながら進むことが肝要である。特に27面などは画面が真っ暗でパックマンの目の前の僅かな視界とモンスターの目しか見えないため、目つきからモンスターを判別して攻撃を予想しながら進まなければならないこともある。
| 名前                | 色                           | 性格など |
| ------------------- | ---------------------------- | --- |
| クライド（CLYDE)    | オレンジ色                   | リーダー格のモンスターとして位置づけられており、モンスターの中で移動スピードが一番速い。ソフト帽のような帽子をかぶっている。つり上がった目をしている。                                                                         |
| ピンキー（PINKY)    | ピンク                       | クライドの右腕とも言える存在。キャスケットのような帽子をかぶっている。ぱっちりとした目をしている。 |
| インキー（INKY）    | 水色                         | 陰険な性格で窓から小モンスターを落としたり、飛行機で急降下しパックマンに特攻をかけてくる。帽子はかぶっておらず、ボサボサ頭のままでいる。視点が定まっていない。                                                                 |
| ブリンキー（BLINKY) | 赤色                         | 気弱な性格でモンスターの中で移動スピードが一番遅い。魔法使いがかぶるような背の高い帽子をかぶっている。性格を象徴するような気弱な目をしている。                                                                                 |
| スー（SUE）         | 紫色                         | モンスターの中で唯一乗り物には乗らず、空中をゆっくり飛びながら追いかけてくる。しかし、タイムアップすると高速でパックマンを追いかけてくる。一種の永久パターン防止キャラクター。女性モンスターを強調するかのようなまぶたが特徴。 |
| 小モンスター        | 落としてきたモンスターと同じ | 飛行機に乗ったモンスターや街のシーンで建物の窓にいるインキーから落とされる。 |

### 乗り物
スーを除くモンスターは常時乗り物に乗ってパックマンを攻撃してくる。乗り物によって攻撃スタイルが異なり、多彩な攻撃方法でパックマンを苦しめる。
車・バス
車とバスはパックマンに向かってまっすぐ走ってくる。車は移動スピードが速く、バスは遅い。クライドが車・バスに乗っている場合のみ、パックマンに向けて方向転換をしてくる。
車はパックマンの身長よりも少し低い高さで飛び越えるのは楽だが、不規則に連なってくるとジャンプの着地点を調整することが難しく、方向転換してきたクライドと挟まれるようなこともある。
バスは2階建てになっておりパックマンの身長よりもかなり高いため、助走をつけないと飛び越えることができない。ぎりぎりまで引きつけて垂直ジャンプすることで1階と2階の仕切り部分に乗ることができ、この状態からさらに垂直ジャンプすることで屋根の上に乗ることもできる。バスの2階部分に乗っている2匹の小モンスターはパワーエサを取ったときには2匹のイジケモンスターとなる。またインキーの乗っている青いバスは非常に綺麗な青い色をしており、画面上に出てくることは非常にまれであるため「幸せの青いバス」とも呼ばれている。
飛行機
飛行機はまっすぐに飛行し、方向転換することはない。乗っているモンスターの目玉が動いているときは小モンスターを落下させてくる。目が動いていない場合は小モンスターを落としてこないかわりにパックマンに近づくと少し降下してくる。この降下は威嚇行動であるのでこちらからジャンプしなければ当たることはない。しかし、インキーだけは例外で、実際にパックマンに特攻をしかけてくる。
UFO
UFOはサインカーブのような軌跡を描き波状に飛ぶ。モンスターごとに波の周期が異なるため、複数のモンスターのUFOにより挟み撃ちを食うことがある。小モンスターを落とす飛行機やホッピングとの混合攻撃も多く、飛行コースを見切ってくぐり抜けるかジャンプで飛び越す、頭に乗るなどの対処を迫られる。
ホッピング
ホッピングは上下左右に跳ねる。ピンキーやブリンキーが乗っているホッピングは移動後に必ず、小さく真上に跳ねてフェイントをかけてくる。UFOとの混合攻撃が非常に厳しい。

### 妖精
パックマンの目的はこの迷子になった妖精を送り届けることである。普段はパックマンのかぶっている帽子の中に隠れている。

## 移植版
| No. | タイトル                                     | 発売日                                    | 対応機種                                                          | 開発元                             | 発売元                             | メディア                                 | 型式              | 備考                                     | 出典                        |
| --- | -------------------------------------------- | ----------------------------------------- | ----------------------------------------------------------------- | ---------------------------------- | ---------------------------------- | ---------------------------------------- | ----------------- | ---------------------------------------- | --------------------------- |
| 1   | パックランド                                 | 1985年10月                                | PC-8001mkIISR                                                     | エニックス                         | エニックス                         | カセットテープ 5インチフロッピーディスク | -                 |                                          |                             |
| 2   | パックランド                                 | 1985年11月21日                            | ファミリーコンピュータ                                            | ナムコ                             | ナムコ                             | 320キロビットロムカセット                | NPL-4500          |                                          | [ 3 ]                       |
| 3   | Pac-Land                                     | 1988年                                    | Amstrad CPC                                                       | Grandslam Entertainment            | Grandslam Entertainment            | フロッピーディスク                       | -                 |                                          |                             |
| 4   | Pac-Land                                     | 1988年                                    | コモドール64                                                      | Gannon Designs                     | Quicksilva                         | フロッピーディスク                       | -                 |                                          |                             |
| 5   | パックランド                                 | 1989年6月1日 1990年1月1日                 | PCエンジン                                                        | ナムコ                             | ナムコ NEC                         | 2メガビットHuCARD                        | NC64002 TGX020021 |                                          |                             |
| 6   | Pac-Land                                     | 1989年                                    | Amiga Atari ST MSX ZX Spectrum                                    | Mr. Micro                          | Grandslam Entertainment            | フロッピーディスク                       | -                 |                                          |                             |
| 7   | Pac-Land                                     | 1992年12月31日                            | Atari Lynx                                                        | アタリ                             | アタリ                             | ロムカセット                             | PA2059            |                                          |                             |
| 8   | ビデオゲームアンソロジー VOL.11 パックランド | 1994年12月9日                             | X68000                                                            | 電波新聞社                         | マイコンソフト                     | 5インチフロッピーディスク                | DP-3205036        | アーケード版の移植                       |                             |
| 9   | ナムコミュージアム Vol.4                     | 1996年11月8日 1997年6月30日 1997年8月18日 | PlayStation                                                       | ナムコ                             | ナムコ                             | CD-ROM                                   | -                 | アーケード版の移植                       |                             |
| 10  | SUPER1500 パックランド                       | 1999年4月16日                             | Windows 95/98                                                     | ナムコ                             | メディアカイト                     | CD-ROM                                   | -                 | アーケード版の移植                       |                             |
| 11  | NAMCO ARCADE                                 | 2012年1月26日                             | iOS                                                               | バンダイナムコゲームス             | バンダイナムコゲームス             | ダウンロード                             | -                 | アーケード版の移植                       |                             |
| 12  | パックランド                                 | 2014年6月11日 2014年6月12日               | Wii U                                                             | バンダイナムコゲームス             | バンダイナムコゲームス             | ダウンロード （バーチャルコンソール）    | -                 | ファミリーコンピュータ版の移植           | [ 5 ] [ 6 ]                 |
| 13  | パックマンミュージアム                       | 2014年6月25日                             | PlayStation 3 Xbox 360                                            | バンダイナムコゲームス             | バンダイナムコゲームス             | ダウンロード                             | -                 | アーケード版の移植                       |                             |
| 14  | NAMCO MUSEUM ARCHIVES Vol.2                  | INT 2020年6月18日                         | Nintendo Switch（日本国外） PlayStation 4 Xbox One Windows(Steam) | B.B.スタジオ M2                    | バンダイナムコエンターテインメント | ダウンロード                             | -                 | NES版を収録                              |                             |
| 15  | ナムコットコレクション                       | 2020年8月20日                             | Nintendo Switch                                                   | B.B.スタジオ M2                    | バンダイナムコエンターテインメント | Switch専用ゲームカード ダウンロード      |                   | ファミリーコンピュータ版の移植           |                             |
| 16  | パックランド                                 | 2020年11月20日                            | Windows                                                           | バンダイナムコエンターテインメント | D4エンタープライズ                 | ダウンロード (プロジェクトEGG)           |                   | PCエンジン版の移植 2021年9月30日配信終了 | [ 8 ] [ 9 ]                 |
| 17  | パックランド                                 | 2022年4月7日                              | PlayStation 4 Nintendo Switch                                     | ナムコ                             | ハムスター                         | ダウンロード (アーケードアーカイブス)    | -                 | アーケード版の移植                       | [ 10 ] [ 11 ] [ 12 ] [ 13 ] |

PC-8001mkIISR版
本作の移植版第1号。エニックスから1985年10月に発売された。キャラクターや背景の動きが若干ぎこちなく、カセットテープ版ではラウンドクリアごとにデータを読み込むのを待たなければならないという欠点こそあったものの、カラー2画面グラフィック機能＋カラーテキストグラフィックを生かした背景の2重スクロール(3画面)やFM音源を駆使したBGMなど、画面や音楽の再現度に限って言えば、後発のファミコン版に比べて遥かにアーケード版に近い。作成したのは当時現役の高校生だった土方雅之氏である。（この動画中のタイトル画面及びコメント欄参照）
ファミリーコンピュータ版
「ナムコット ファミリーコンピュータゲームシリーズ」第10弾として1985年11月に発売された。キャラクターのサイズはビデオゲーム版やPC-8001mkIISR版に比べて大幅に小さい。ゲーム全体の動きはPC-8001mkIISR版に比べてスムーズである。4トリップ×4面の16面構成。アーティスティック・ボーナスが3ラウンド目でも存在する。
コントローラーIを使用する場合、Aボタンが右移動、Bボタンが左移動、十字キーがジャンプで、移動ボタンとジャンプボタンが他の多くのアクションゲームと異なっている。コントローラーIIを使用する場合は十字キーの左右で移動、A/Bボタンでジャンプする。しかしAボタン、Bボタンで左右に移動し、十字キーでジャンプするという操作が一般受けしなかった。
車・バスが登場せず、代わりに飛行機が地上すれすれを飛行する。またクライドが乗ったUFO・ホッピングはパックマンに向かって方向転換するようになっている。
ナムコ社内でも1986年にファミリーコンピュータゲームとして発売された『マッピーランド』を開発するきっかけにもなった作品でもある。
2014年6月11日よりWii Uのバーチャルコンソールにて配信開始。
PCエンジン版
8トリップ×4面構成（全32面）のAC版と同様の構成だが、最終面をクリアでエンディングの1周エンド方式に変更。操作方法をボタン式とレバー式と2通りから選択可能。キャラクターの造形はAC版と同様だが、多重スクロール演出は一部を除きカットされ、高次ラウンドにあった館や夜のスポットライトの処理もカットされている。
その一方で、BGMのステレオ化、8面クリアごとにコーヒーブレイク画面の演出、最終面をクリアでエンディング画面の表示、裏技のコマンドを入力で難易度や敵のスピードが大幅に上がった裏面をプレイ可能など、PCエンジン版独自のオリジナル要素が多数加えられていた。
飛行機が小モンスターの代わりにボス・ギャラクシアンを落とすことがあるが、これを取ると次から取り続けるごとにプーカァ（ディグダグの敵キャラ）→ニャームコ（マッピーの敵キャラ）→アチャ（トイポップの2Pキャラ）の順に変わっていく（アチャの次はボス・ギャラクシアンに戻る）。
PlayStation　ナムコミュージアム版
プレイステーションのスペックを活かし、家庭用ハードでは初のAC版の完全移植を実現。パックマンの鼻が海外版準拠の低い鼻に変更されているが、ゲーム内での設定変更のディップスイッチの4、5、7、8のどれかをONにすることにより、日本版のAC版と同様の鼻の高いデザインに変更することが可能。
アーケードアーカイブス版
「こだわり設定」で起動画面の表示、ゲームスピードの調整、隠し難易度の変更、画面両端の枠の表示の有無の設定が可能。また、ミズ・パックマンとパックベビーのグラフィックが権利上の理由により変更された。

## 開発
ゲーム・デザインはアーケードゲーム『リブルラブル』（1983年）を手掛けた佐藤誠市と、後に『ドラゴンセイバー』（1990年）を手掛けることとなる根來司が担当、プログラムは岸本好弘、音楽は慶野由利子が担当している。
第一作『パックマン』の主要スタッフ・岩谷徹は満足のいく作品だったと後年のインタビューの中で語りつつも、社内の営業や販売部門から売れないと言われたとも話している。岩谷によるとこの当時横スクロールのアクションゲームはまだ珍しく、ゲームの背景を描いて彼らに説明するのに苦労したと振り返っている。

## スタッフ
- プログラマー：KISSY（岸本好弘）
- 音楽：YURI.（慶野由利子）
- ゲーム・デザイナー：NEGIE（根來司）
- アーチスト：小野浩
- 企画：佐藤誠市
- ハードウェア：小川徹、さとうしげる

## 評価
| 項目 | キャラクタ | 音楽 | 操作性 | 熱中度 | お買得度 | オリジナリティ | 総合  |
| 得点 | 4.34       | 3.65 | 3.49   | 3.48   | 3.52     | 3.19           | 21.66 |

PCエンジン版
ゲーム誌『ファミコン通信』の「クロスレビュー」では7・7・8・8で合計30点（満40点）でシルバー殿堂入りを獲得、『マル勝PCエンジン』では7・7・9・10の合計33点（満40点）、『PC Engine FAN』の読者投票による「ゲーム通信簿」での評価は別記のとおり21.66点（満30点）となっている。また、この得点はPCエンジン全ソフトの中で192位（485本中、1993年時点）となっている。